# Jonathan Huberdeau
Jonathan Huberdeau (Saint-Jérôme, 4 giugno 1993) è un hockeista su ghiaccio canadese che gioca come attaccante nella National Hockey League con i Florida Panthers. Ha vinto il Calder Trophy nel 2013 come miglior rookie della lega.